# Oudeschans (Westerwolde)
Oudeschans (Gronings: Olscha(a)nze), eerder Bellingwolderschans en aanvankelijk Bellingwolderzijl genoemd, is een dorp in de gemeente Westerwolde. Op 1 januari 2023 had het ongeveer 145 inwoners. Het dorp ligt in het overgangsgebied tussen de streken Westerwolde en Oldambt in de provincie Groningen. Oudeschans is een beschermd dorpsgezicht.
Het dorp is in 1593 ontstaan als een schans of vestingdorp. De Oude- of Bellingwolderschans moet niet verward worden met de veel kleinere schans van Bellingwolderzijl bij Hongerige Wolf.

## Geschiedenis
De eerste bewoning op de plaats van Oudeschans ontstond toen in het midden van de 16e eeuw een zijl werd aangelegd in de Westerwoldse Aa. In 1593 legde graaf Willem Lodewijk van Nassau-Dillenburg rond het zijl een vesting aan. Deze schans die toen aan de Dollard lag, werd aanvankelijk de Bellingwolderschans genoemd, maar na aanleg van de Nieuweschans in 1628 kwam meer en meer de naam Oudeschans in zwang.
In 1657 werden de kwelders (Uiterdijken) ingepolderd door de bouw van de Schanskerdijk. Hierdoor lag de schans niet langer direct aan de Dollard. Bovendien werd de loop van de Westerwoldse Aa verlegd, zodat die niet meer door de vesting en het inmiddels ontstane dorp liep maar door de grachten eromheen.
In 1672, tijdens de Hollandse Oorlog, waren er veel gevechten rond het dorp. Eerst werd de Oudeschans veroverd door de troepen van de bisschop van Münster Bernard von Galen. Daarop werd de schans weer heroverd voor de stad Groningen door Carl von Rabenhaupt.
In de 18e eeuw werd de vesting verwaarloosd en in 1814 werd de schans bij Koninklijk besluit uit de 2e Linie van de Eems opgeheven en werd deze ontmanteld. Tijdens de ruilverkavelingen na de Tweede Wereldoorlog werd de Westerwoldse Aa recht getrokken en 700 meter naar het westen verlegd waardoor de grachten niet meer in verbinding stonden met deze waterloop.
Aan het eind van de twintigste eeuw werden de resten van de schans duidelijker herkenbaar gemaakt waardoor het karakter van oude vestingplaats weer werd versterkt.
De Garnizoenskerk van Oudeschans werd in 1628 gebouwd. In 1772 is de kerk verplaatst en is er aan de noordkant een pastorie tegenaan gebouwd. In het dorp herinnert verder een vestingmuseum aan het militaire verleden.

## Geboren
- Jan Boelens (1758-1846), koopman, molenaar en maire

## Literatuur

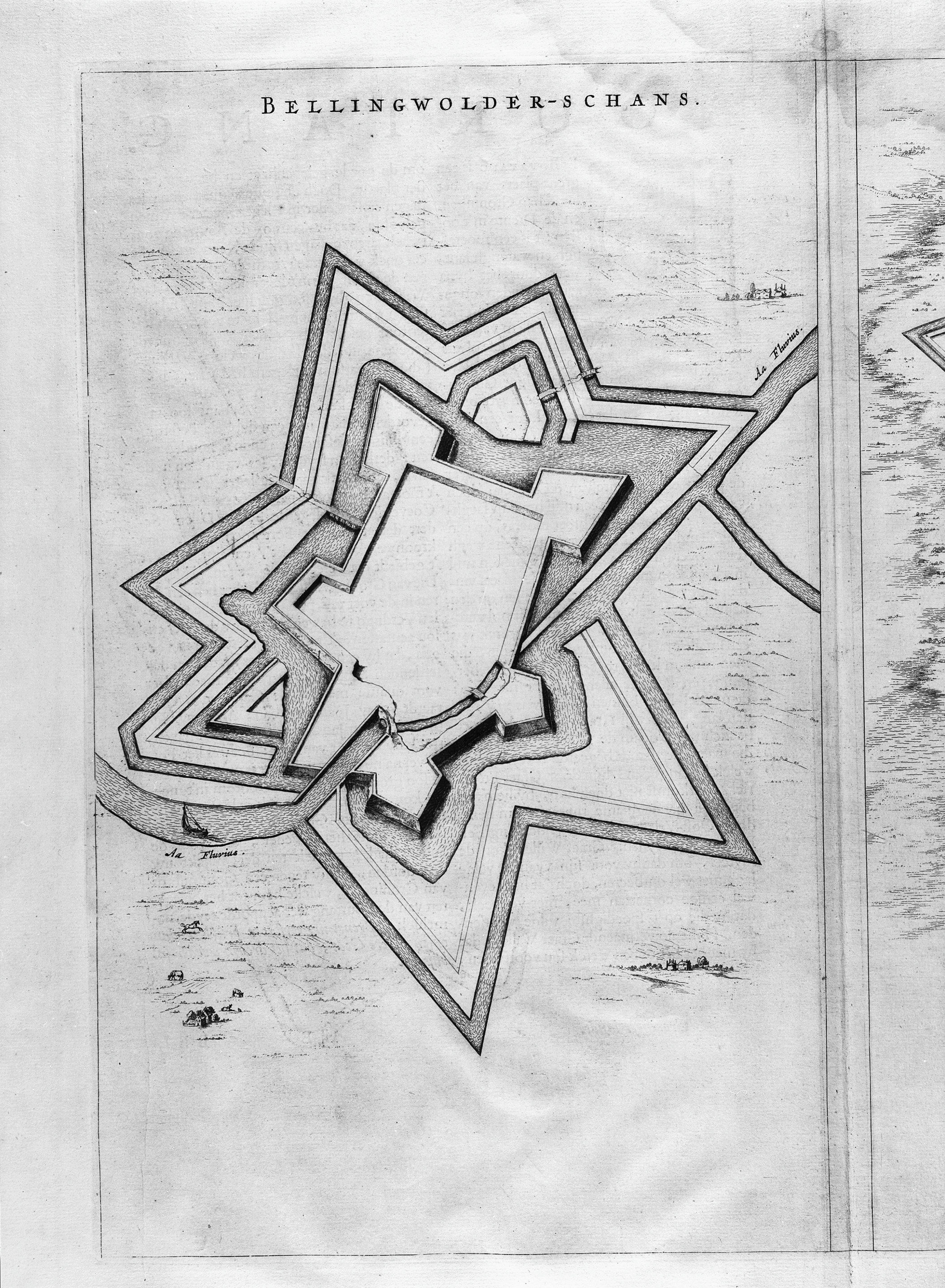
Reproductie van een kaart van Joan Blaeu met de Bellingwolderschans (1649)
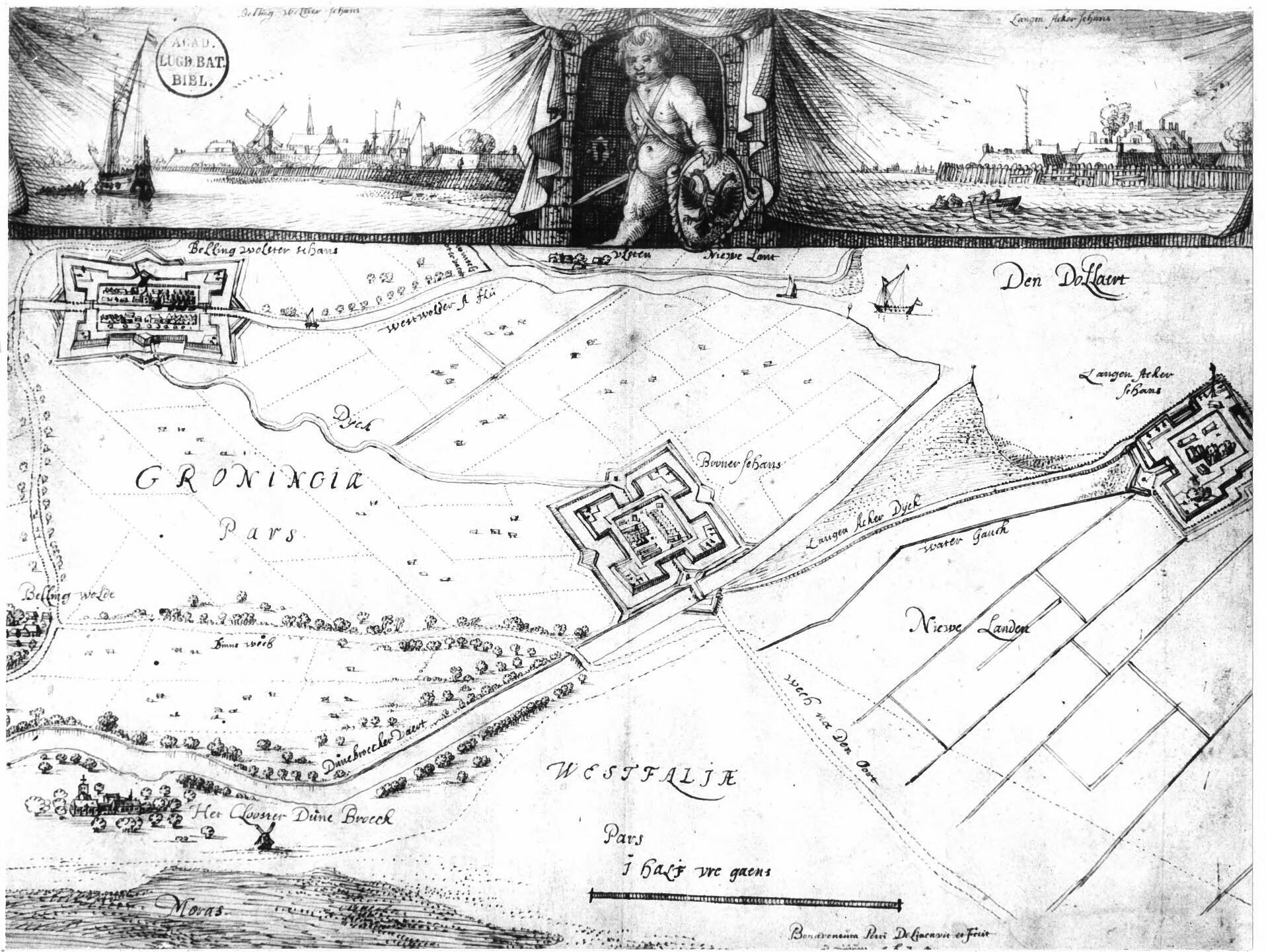
Kaart met de Bellingwolderschans, Booneschans en Langeakkerschans (Nieuweschans) uit 1635
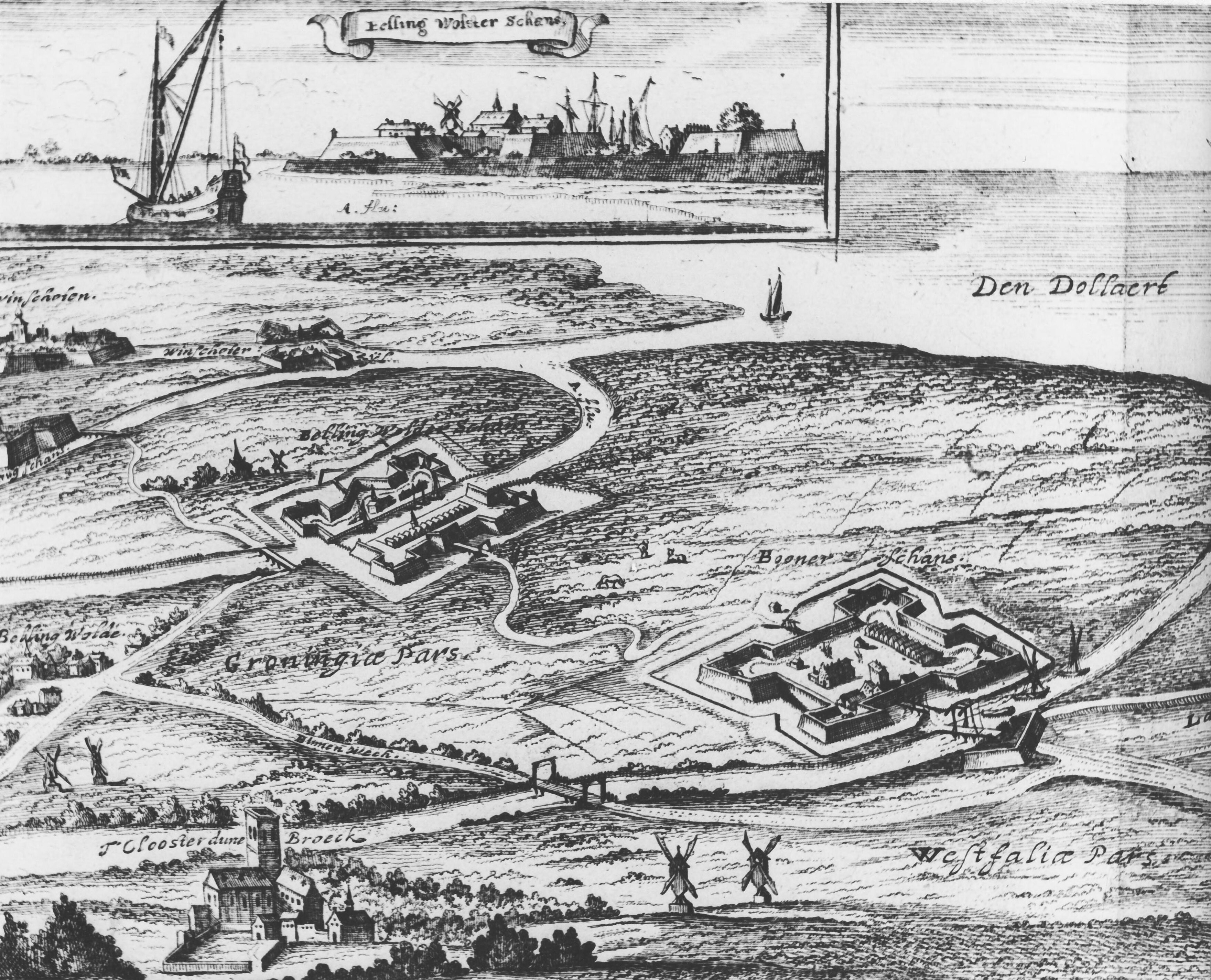
Kaart met de Bellingwolderschans en de Booneschans (1674)

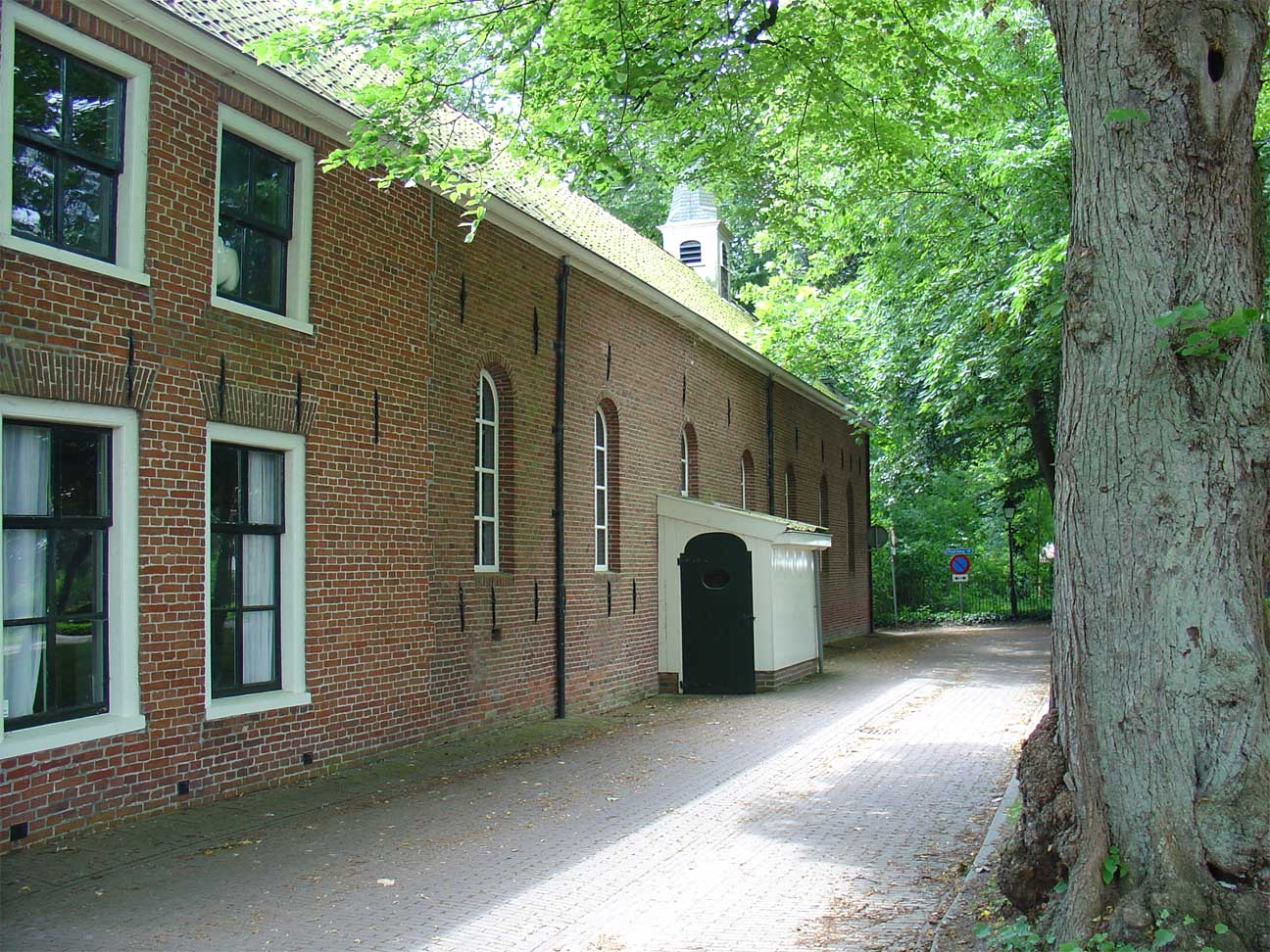
De garnizoenskerk met aangebouwde pastorie in Oudeschans
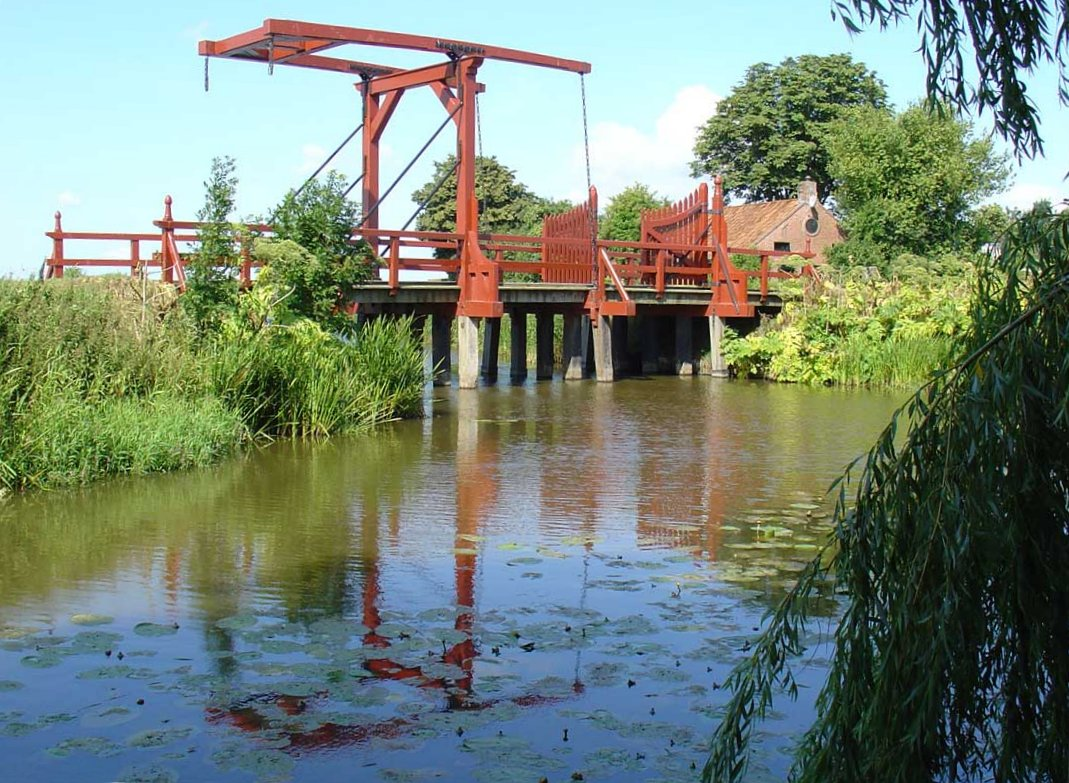
Vestingwerken van Oudeschans
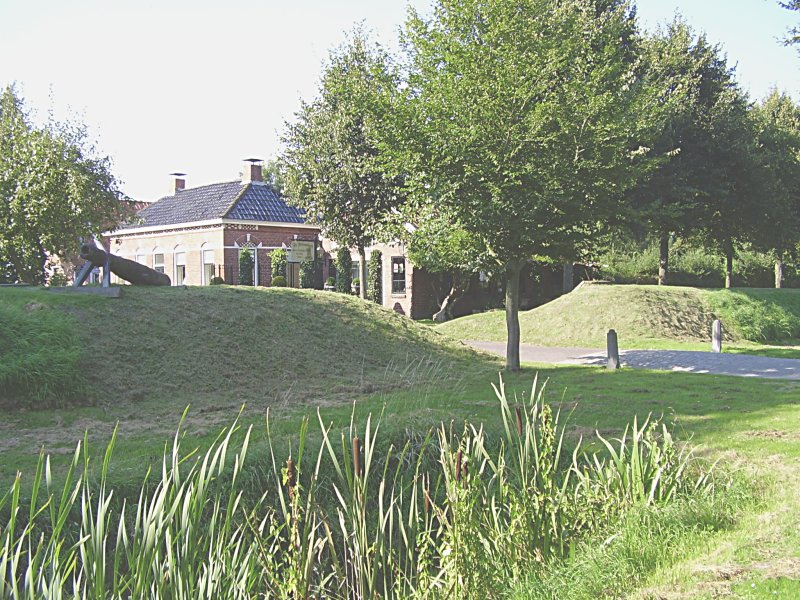
Oudeschans